# Varla
Varla är en stadsdel i nordvästra Kungsbacka nära den norra utfarten mot E6/E20. Bebyggelsen består av ett sammanhållet bestånd av radhus, kedjehus men framförallt fristående småhus. Varla ligger inom 500 meter till 2000 meter ifrån Kungsmässan och 1200 meter till 2700 meter från Kungsbacka Station. I Södra Varla finns flera flerfamiljshus med 467 hyresrätter i orange och gult tegel. Byggnaderna är byggda på 80-talet. Där finns även Varlakyrkan. I Varla finns samt ett utbud förskolor som Varla Förskola, Håkansgårdens Förskola och Ivarsgårdens Förskola. Stora vägar i området inkluderar Simmasgårdsgatan, Stormgatan, Varlavägen och Stora Bäcksleden. Innebandylaget Varla IBK är baserat i Varla.